# Tibouchina floribunda
Tibouchina floribunda är en tvåhjärtbladig växtart som beskrevs av Célestin Alfred Cogniaux. Tibouchina floribunda ingår i släktet Tibouchina och familjen Melastomataceae. Inga underarter finns listade i Catalogue of Life.